# 西莫内·拉伊内里
西莫内·拉伊内里（義大利語：Simone Raineri，1977年2月7日—），意大利男子赛艇运动员。他曾代表意大利参加2000年、2004年、2008年和2012年夏季奥林匹克运动会赛艇比赛，共收获一枚金牌和一枚银牌。